# Бимери (Высокогорский район)
Биме́ри (тат. Бимәр) — село в Высокогорском районе Республики Татарстан, в составе Бирюлинского сельского поселения.

## География
Село находится на реке Казанка, в 15 км к северо-востоку от районного центра, посёлка железнодорожной станции Высокая Гора.

## История
Основано в период Казанского ханства. В дореволюционных источниках известно также под названием Большие Бимери.
В писцовой книге И. Болтина 1603 года говорится про деревню Большие Бимери Алатской дороги, что в ней исстари жили одни ясачники; так было и «до взятия» и «после взятия», и только лет 20 тому назад (в начале 80-х годов XVI века) появились служилые татары.
В XVIII — первой половине XIX века жители относились к категории государственных крестьян. Наряду с земледелием и разведением скота занимались портняжным промыслом, выделкой овчин, пчеловодством.
В начале  XX века в селении функционировали земская школа, 4 мелочные лавки. В этот период земельный надел сельской общины составлял 1108,4 десятины.
До 1920 года село входило в Собакинскую волость Казанского уезда Казанской губернии. С 1920 года в составе Арского кантона ТАССР. С 10 августа 1930 года в Дубъязском, с 10 февраля 1935 года в Высокогорском, с 1 февраля 1963 года в Зеленодольском, с 12 января 1965 года в Высокогорском районах.

## Население
| 1646 | 1782 | 1859 | 1897 | 1908 | 1920 | 1926 | 1938 | 1958 | 1970 | 1989 | 2000 | 2010 |
| ---- | ---- | ---- | ---- | ---- | ---- | ---- | ---- | ---- | ---- | ---- | ---- | ---- |
| 24   | 248  | 661  | 659  | 791  | 890  | 1411 | 1056 | 856  | 685  | 562  | 338  | 348  |

Национальный состав села: русские, татары.

## Экономика
Автотранспортное предприятие.

## Объекты культуры
- Клуб (закрыт в 2008 г.).[5]
- Библиотека (закрыта в 2010 г., фонды переведены в Бирюли).[5]
- ул. Песочная №№ 1, 3 — жилые дома ПО «Нерудматериалы» Главтатстроя.[6]
- ул. Песочная №№ 2, 4, 5 — жилые дома ПАТО «Казаньстройтранс» Главтатстроя.[6]

### Комментарии
1. ↑  Взятие Казани